# Fotografie v Uzbekistánu

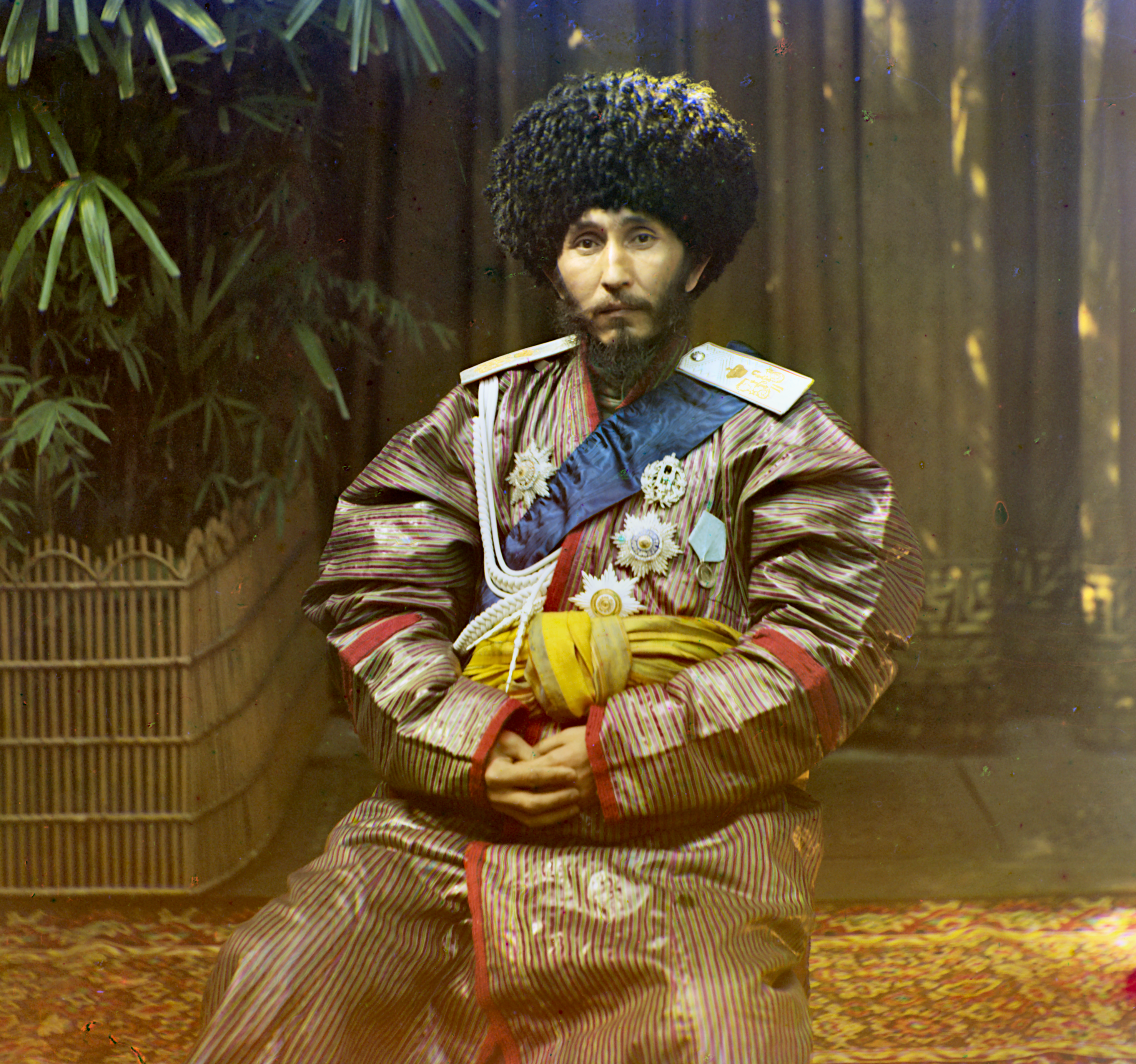
Sergej Prokudin-Gorskij: Chán Asfandiar, Chivský chanát, 1911

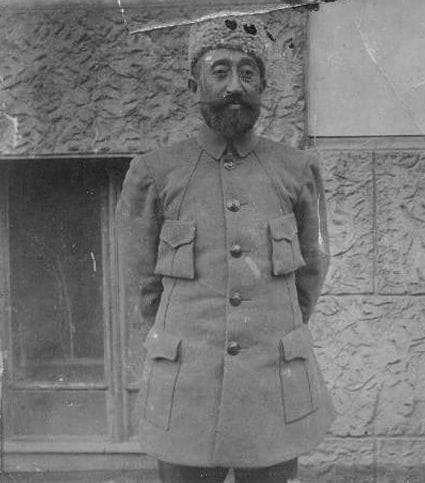
Chudajbergen Děvanov, otec uzbecké fotografie

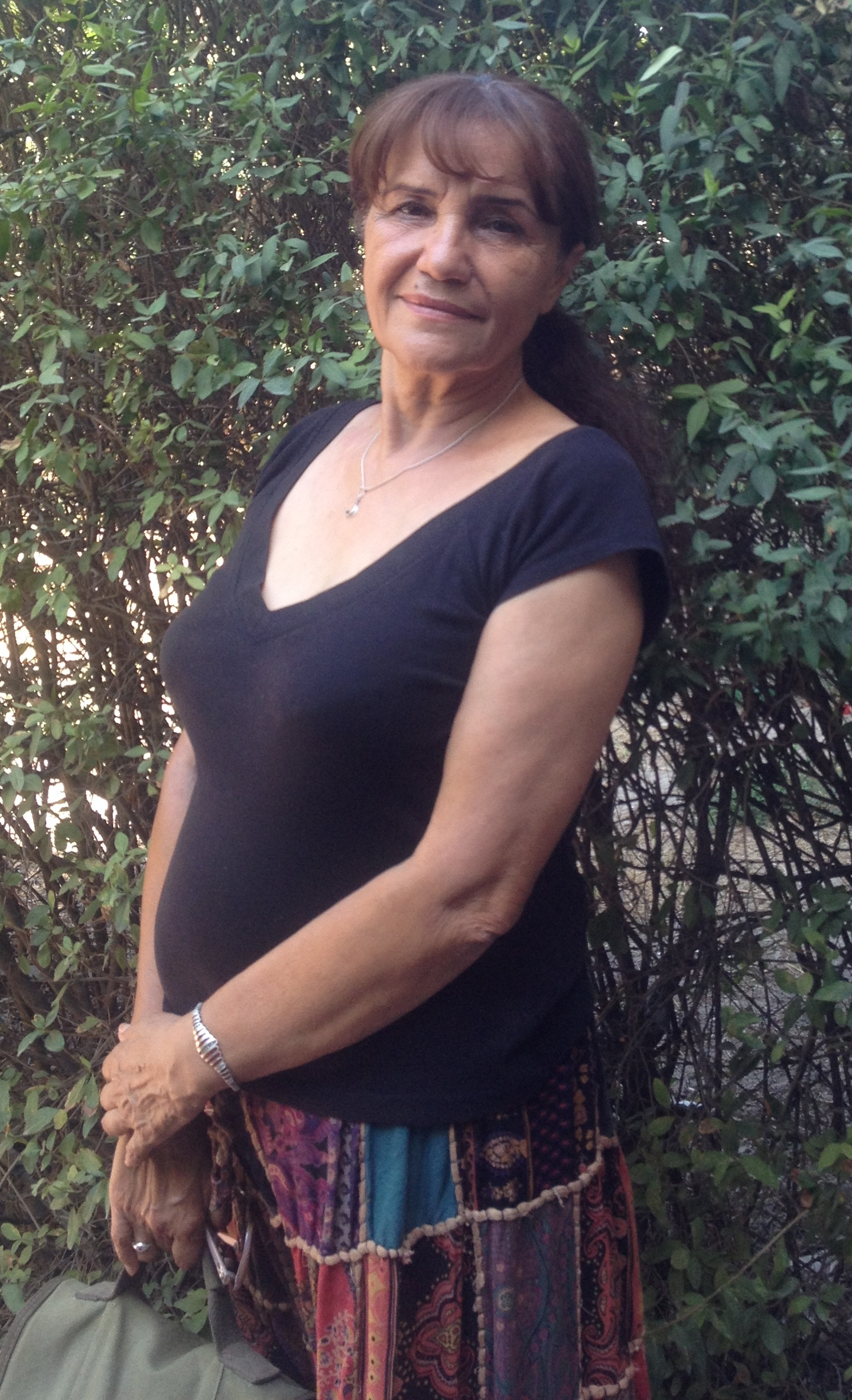
Umida Achmedova

Fotografování v Uzbekistánu se začalo rozvíjet po roce 1882, kdy se německý fotograf a učitel Wilhelm Penner, přestěhoval do Chivy jako součást migrace ruských mennonitů do střední Asie vedené Claasem Eppem juniorem. Po svém příchodu do Chivského chanátu se Penner podělil o své fotografické schopnosti s místním studentem Chudajbergenem Děvanovem, který se později stal zakladatelem uzbecké fotografie.

## Historie
První fotografie střední Asie byly pořízeny ruským fotografem Antonem Murenkem, který sem přišel s ruskou diplomatickou misí v roce 1858.
První barevné fotografie střední Asie patří Sergeji Prokudinu-Gorskému, jednomu ze zakladatelů barevné fotografie.
Fotografie Chudajbergena Děvanova byly jedinečné z hlediska demonstrace historicky významného přechodu středoasijských národů do Sovětského svazu. Přes jeho průkopnictví v tomto nově představeném druhu vizuálního umění s jeho etnografickými a dokumentárními fotografiemi v regionu, Chudajbergen Děvanov byl potlačen sovětským režimem a popraven v roce 1940. Po jeho zatčení orgány činnými v trestním řízení zničily velkou část Děvanovova archivu; jeho rodině se však podařilo část archivu zachovat. Některá Děvanovova díla jsou v současné době zachována v ruském Státním dokumentárním filmovém a fotografickém archivu v Krasnogorsku.
V sovětském období se mnoho uzbeckých fotografů soustředilo na dokumentární fotografii. Jedním z nejvýznamnějších představitelů uzbecké fotografie je Max Penson. Fotožurnalista Max Penson se přestěhoval do Uzbekistánu v roce 1915 a dokumentoval historické, sociální, náboženské a politické proměny, ke kterým došlo pod sovětským vlivem. Svými fotografiemi mapoval vzdělávání žen a dětí, výstavbu rozsáhlých projektů jako Velký Ferganský kanál a mnoho dalších událostí. Jeho fotografie s názvem Uzbecká Madona obdržela hlavní cenu na Světové výstavě v roce 1937 v Paříži.
V roce 1997 získal Taškentský dům fotografie budovu v centru Taškentu, která byla postavena v roce 1934 a dříve sloužila jako Historické muzeum a Ředitelství uměleckých výstav. V roce 2005 byl Taškentský dům fotografie zařazen do Akademie umění Uzbekistánu.
V roce 2009 byla oficiálně obviněna uzbecká fotografka Umida Achmedova, jejíž snímky byly zveřejněny ve fotografických sekcích online vydání časopisu The New York Times, Wall Street Journal a The Globe and Mail „za pomluvy a urážky uzbeckého národa“. Jako důkaz proti fotografce bylo během soudního řízení použito její fotoalbum Ženy a muži: Od úsvitu do soumraku a dokumentární film Břemeno panenství. Byla shledána vinnou, a ačkoliv obvinění by stačilo až do tří let odnětí svobody, bylo jí odpuštěno, přičemž řekli, že Achmedové byla udělena amnestie na počest 18. výročí uzbecké nezávislosti.

## Organizace
Fotografické společnosti, organizace a instituce v Uzbekistánu:
- Taškentský dům fotografie